# 霍頓鎮 (密蘇里州)
霍頓鎮（英語：Horton Town）是位於美國密蘇里州華盛頓縣的非建制地區。

## 地理
霍頓鎮所處的海拔為高於海平面315米（即1034英呎），而該地所採用的時區為UTC-6，即北美中部時區（CST）。同時該地設有夏令時間，為UTC-6調快一小時，即UTC-5（CDT）。